# Iwan Wladimirowitsch Mitschurin

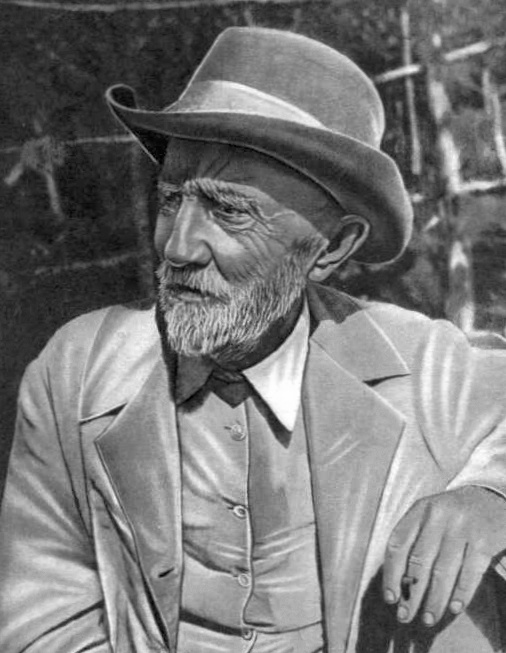
Iwan Mitschurin

Iwan Wladimirowitsch Mitschurin (russisch Иван Владимирович Мичурин, wiss. Transliteration Ivan Vladimirovič Mičurin; * 15. Oktoberjul. / 27. Oktober 1855greg. in Dolgoje, Gouvernement Rjasan, heute Mitschurowka, Oblast Rjasan; † 7. Juni 1935 in Mitschurinsk) war ein russischer Botaniker und Pflanzenzüchter. Sein offizielles botanisches Autorenkürzel lautet „Miciurin“.

## Leben und Wirken
1875 begann der russische Biologe I. W. Mitschurin mit der Züchtung zahlreicher neuer wertvoller Pflanzensorten, insbesondere kälte- und dürrefester Getreide- und Obstsarten. Es gelang ihm, frostresistente Obstsorten für das kontinentale Klima Russlands zu züchten, die den Obstbau für weite Gebiete Russlands mit ihren tiefen Wintertemperaturen überhaupt erst möglich machten. Seine ersten Forschungen blieben beim kaiserlichen Departement für Landwirtschaft ohne Unterstützung, führten jedoch bereits kurz nach der Oktoberrevolution bei den jetzt neuen zuständigen Sowjetorganen zum Erfolg: Er bekam die erforderlichen Mittel und Unterstützung und konnte so für Russlands Klima über 300 neue Sorten schaffen.
Wegen dieser Erfolge wurden sein Geburtsort, die nahegelegene Stadt Nowomitschurinsk sowie die Stadt Mitschurinsk, das ehemalige Koslow, und zeitweise auch die bulgarische Stadt Zarewo nach ihm benannt. Mitschurin war von der neuen politischen Macht begeistert und gebrauchte sie als Unterstützung seiner wissenschaftlichen Arbeiten. Im alten Russland war er nach eigenen Worten noch „ein unbedeutender Einzelgänger“ des experimentellen Gartenbaus. Doch erst der „große Lenin“ habe seine Arbeit verstanden und ihr den Weg in das sozialistische Leben geebnet und auch Genosse Stalin habe ihn weiterhin unterstützt.
Mitschurin war der Ansicht, dass Obstsämlinge durch Erziehung und geeignete Pfropfpartner (Mentor) und nicht gemäß den mendelschen Regeln beeinflusst werden (Mentormethode). Die so erzielten Veränderungen hielt Mitschurin irrtümlich für erblich. Seine Ansichten wurden zur Grundlage der offiziellen Parteilehre und für das Land verbindlich. Auf der Grundlage von Mitschurins Ideen entstanden in der ganzen Sowjetunion und nach dem Zweiten Weltkrieg auch in den meisten Ostblockstaaten Schulen und wissenschaftliche Einrichtungen, die nicht die Vererbungslehre des Brünner Augustinermönchs Gregor Mendel, sondern die Methoden des Sowjetbürgers Mitschurin weiterentwickeln und lehren sollten. Die Botanik wurde zur Parteisache und Ideologie.
Bei der Verbreitung der neuen „mitschurinschen Wissenschaft“, die auf Darwin, Lamarck und Marx aufbaute und der Welt die Überlegenheit der sowjetischen Wissenschaften beweisen sollte, machte sich später ein Schüler und Mitarbeiter Mitschurins, Trofim Lyssenko, einen Namen. Als Leiter der Akademie für Agrarwissenschaften war Lyssenko 16 Jahre lang, von 1948 bis 1964, der „Diktator der sowjetischen Biologie“ (siehe dazu Lyssenkoismus).
Das wichtigste Anliegen Mitschurins waren jedoch die Schulgärten und die Einbeziehung der Naturwissenschaften, der Botanik und besonders der Gartenarbeit in die Erziehung und die Schule, er sah in dem Lehrer den Gärtner und in dem Schüler den jungen Baum, der zu erziehen und zu formen sei, damit er einmal die besten Früchte tragen könne.
Wenige Tage vor seinem Tod wurde er Ehrenmitglied der Akademie der Wissenschaften der UdSSR.